# Messa di voce
Messa di voce (ital. "placering av rösten") är en sångteknisk manöver som involverar ett gradvis crescendo och diminuendo under uthållande av en enskild ton. Närmare bestämt sätts en ton an i en låg styrkegrad, förstärks gradvis och mjukt till dess den når en hög volym, för att på motsvarande sätt försvagas igen. Tekniken kan frambringas på många musikinstrument, men är mest refererad till som en teknik begagnad av sångare.
Messa di voce ska inte förväxlas med mezza voce, vilket är italienska för "halv röst".

### Webbkällor
Den här artikeln är helt eller delvis baserad på material från engelska Wikipedia.